# Heike Gallmeier
Heike Gallmeier (* 1972 in Berlin) ist eine deutsche Künstlerin. Sie kombiniert in ihrem Werk Installationskunst, Fotografie und Malerei, ist aber auch als Filmemacherin und Bühnenbildnerin tätig.

## Leben
Heike Gallmeier wurde in Berlin geboren. Sie studierte ab 1994 an der Kunsthochschule Mainz bei Friedemann Hahn Malerei. 1999 wechselte sie an die Kunsthochschule Weißensee zu Inge Mahn, um Bildhauerei zu studieren. 2003/04 hatte sie einen Lehrauftrag in Mainz, ab 2015 an der Universität der Künste Berlin (UdK), wo sie seit 2018 auch als Gastprofessorin tätig ist. Heike Gallmeier lebt und arbeitet in Berlin. Seit dem Jahr 2021 lehrt Gallmeier an der Hochschule für Gestaltung in Pforzheim das Fach Malerei.

## Werk
Nach frühen Anfängen in der Malerei arbeitet Gallmeier zunehmend intermedial, behält dabei aber die malerische Perspektive als zentralen Aspekt ihrer Kunst bei. In ihren Arbeiten verbindet sie Elemente von Bühnenbild, Skulptur, Performance, Malerei und Fotografie zu medienübergreifenden Installationen. Ihr Werk stellt dabei einen fortwährenden Prozess dar: Materialien, Objekte und Abbildungen werden in verschiedene Kontexte gestellt, mit unterschiedlichen Techniken bearbeitet, wobei verschiedene Bezüge und Ansichten hergestellt werden. Gallmeier fügt in Werken wie Projektive Geometrie oder Vertigo Fundstücke in ihre Installationen ein, verändert sie dabei nur leicht in Farbe und Form, bringt sie in eine skulpturale Anordnung, fotografiert sie, integriert die Fotoabzüge als Detail einer größeren Installation usw.
Dieser Prozess verbindet dabei Ebenen der Konstruktion, Rekonstruktion und Dekonstruktion auf fließende Weise miteinander. Dabei liegen Elemente der Rekonstruktion nicht nur auf offensichtliche Weise darin, dass sich Gallmeier immer wieder auf die Kunstgeschichte bezieht und viele ihrer Arbeiten auf Gemälden alter Meister basieren. Das Konstruieren und Dekonstruieren von Bildräumen zeigt sich vor allem im Verhältnis von räumlicher Installation und (scheinbar) flächiger Bildwirkung, die viele Werke entfalten. Einerseits zerfällt das Werk als Gemälde durch fragmentierte Ebenen und Elemente im Raum. Andererseits gewinnt es zugleich als Installation durch die fotografische Rekonstruktion und durch malerische Bearbeitungen eine neue Bildeinheit, auch wenn diese stets prekär bleibt. So sind viele von Gallmeiers Arbeiten auf einen Fluchtpunkt angelegt, von dem aus die Künstlerin das fotografische Bild konstruiert. Nach einer Interpretation von Stephan Berg wird in den Bildern von Heike Gallmeier nicht nur ihre Konstruiertheit offensichtlich, vielmehr halten sie die Balance zwischen Bildeinheit und Zerfall in der Schwebe.
Für die Ausstellung SUSANNA – Bilder einer Frau vom Mittelalter bis MeToo im Wallraf-Richartz-Museum & Fondation Corboud in Köln (28. Oktober 2022 – 26. Februar 2022) schuf Heike Gallmeier mit einem Arbeitsstipendium der Kunststiftung NRW das ortsspezifische Bild-Objekt Blick/Bild 2022 (C-Prints, 4-teilig, auf Aluminium, Acrylfarbe auf entspiegeltem Glas, Holz, ca. 240 × 390 × 100 cm). Gallmeier bezieht sich dezidiert auf ein Gemälde des venezianischen Malers Tintoretto (1518/18-1594), das im Rahmen der Ausstellung erstmals präsentiert wird: Susanna und die Alten (1546/47) aus Privatbesitz. Dies erzählt die biblische Geschichte der jungen Frau beim Bade, die in ihrem privaten Umfeld von zwei fremden Männern beobachtet wird. Ausgehend von der Bildkomposition des Renaissancegemäldes baute Heike Gallmeier entsprechend ihrer künstlerischen Praxis, die zwischen Zwei- und Dreidimensionalität angesiedelt ist, in ihrem Atelier in Berlin einen realen Bildraum. Dabei löste sie sich sukzessiv von der Vorlage und schuf – unter der Verwendung von Malutensilien wie Keilrahmen, Klammern, Mobiliar, Leinwandbahnen und Papiercollage – eine neue, fragmentierte Bildwelt, welche die Rolle der Protagonistin Susanna auslotet. Dabei verschmilzt die biblische Figur mit der Person der Künstlerin, die im finalen Arbeitsschritt, der Fotografie des Realraums, Susanna selbst ist und im Bild den Blick der Protagonistin einnimmt.
Neben ihren Installationen beschäftigt sich Gallmeier auch mit Videoarbeiten. Unter anderem begleitete sie mit der Regisseurin Tabea Sternberg in der 40-minütigen Dokumentation Private Battles. Only the past will tell in Südengland von Amateuren nachgestellte Schlachten des Zweiten Weltkriegs. Außerdem hat sich Gallmeier als Bühnenbildnerin betätigt, z. B. 2016 für Brain Projects des Rimini Protokoll im Deutschen Schauspielhaus Hamburg.
Gemeinsam mit den Künstlerinnen Camilla Dahl, Sabine Groß und Sandra Meisel hat Heike Gallmeier 2007 das Projekt Der Strich initiiert, eine Plattform für die Auseinandersetzung mit Klischees weiblicher Identität und dem Kunstmarkt. Seither fanden zahlreiche Ausstellungen und Performances statt.

## Ausstellungen (Auswahl)
- 2000: Nordwestpassage, Museen der Stadt Lüdenscheid (mit Gregor Hildebrandt)
- 2004: Irgendeiner wartet immer II, Dommuseum Frankfurt am Main (Solo)
- 2006: Tales from a travel journal Vol. 2, Contemporary Art Center Vilnius
- 2007: History will repeat itself, Hartware Medienkunstverein, KW Institute for Contemporary Art Berlin, CCA Ujazdowski Castle, Warschau
- 2010: New Frankfurt Internationals, Kunstverein Frankfurt, MMK Frankfurt
- 2013: How we became what we are, BWA Tarnow
- 2015: Vertigo, NN Contemporary Art, Northampton (Solo)
- 2015: Welcome to the Jungle, KW Institute for Contemporary Art
- 2017: Ritratto / Copia, Ca’Rezzonico Museum, Venedig
- 2020: Die Landschaft, De Cacaofabriek, Helmond, Niederlande
- 2022: SUSANNA - Bilder einer Frau vom Mittelalter bis MeToo, Wallraf-Richartz-Museum & Fondation Corboud, Köln

## Auszeichnungen
- 1999: Kunstpreis junger westen (Malerei) der Stadt Recklinghausen
- 2006: Else-Heiliger-Fonds der Konrad-Adenauer-Stiftung
- 2012: Gateway 12 residency, Jerusalem
- 2013: Arbeitsstipendium, Stiftung Kulturfonds
- 2015: Stipendium des Deutschen Studienzentrums in Venedig
- 2020: Kulturaustauschstipendium Global des Berliner Senats
- 2022: Arbeitsstipendium, Kunststiftung NRW
- 2022: Publikationsförderung, Dr. Christiane Hackerodt Kunst- und Kulturstiftung Hannover